# Miomir Kecmanović
Miomir Kecmanović (cyr. Миомир Кецмановић; ur. 31 sierpnia 1999 w Belgradzie) – serbski tenisista, reprezentant kraju w Pucharze Davisa, olimpijczyk z Tokio (2020).

## Kariera tenisowa
Grając jako junior został finalistą US Open 2016 w grze pojedynczej, przegrywając w finale z Félixem Augerem-Aliassimem.
Status zawodowego tenisisty uzyskał w 2017 roku. W singlu Kecmanović awansował do pięciu finałów w cyklu ATP Tour, odnosząc dwa zwycięstwa.
W grze podwójnej zwyciężył w dwóch turniejach rangi ATP Tour z trzech rozegranych finałów.
Or 2021 roku reprezentant Serbii w Pucharze Davisa. W tym samym roku zagrał na igrzyskach olimpijskich w Tokio, gdzie doszedł do drugiej rundy singla.
W rankingu gry pojedynczej Serb najwyżej był na 27. miejscu (16 stycznia 2023), a w klasyfikacji gry podwójnej na 127. pozycji (24 kwietnia 2023).

### Finały w turniejach ATP Tour
| Legenda                                      |
| -------------------------------------------- |
| Wielki Szlem                                 |
| Igrzyska olimpijskie                         |
| Tennis Masters Cup / ATP Finals              |
| ATP Masters Series / ATP Tour Masters 1000   |
| ATP International Series Gold / ATP Tour 500 |
| ATP International Series / ATP Tour 250      |

#### Gra pojedyncza (2–3)
| Końcowy wynik | Nr | Data             | Turniej      | Nawierzchnia | Przeciwnik                  | Wynik finału        |
| ------------- | -- | ---------------- | ------------ | ------------ | --------------------------- | ------------------- |
| Finalista     | 1. | 16 czerwca 2019  | Antalya      | Trawiasta    | Lorenzo Sonego              | 7:6(5), 6:7(5), 1:6 |
| Zwycięzca     | 1. | 13 września 2020 | Kitzbühel    | Ceglana      | Yannick Hanfmann            | 6:4, 6:4            |
| Finalista     | 2. | 19 lutego 2023   | Delray Beach | Twarda       | Taylor Fritz                | 0:6, 7:5, 2:6       |
| Finalista     | 3. | 9 kwietnia 2023  | Estoril      | Ceglana      | Casper Ruud                 | 2:6, 6:7(3)         |
| Zwycięzca     | 2. | 16 lutego 2025   | Delray Beach | Twarda       | Alejandro Davidovich Fokina | 3:6, 6:1, 7:5       |

#### Gra podwójna (2–1)
| Końcowy wynik | Nr | Data            | Turniej      | Nawierzchnia | Partner           | Przeciwnicy                  | Wynik finału      |
| ------------- | -- | --------------- | ------------ | ------------ | ----------------- | ---------------------------- | ----------------- |
| Zwycięzca     | 1. | 6 sierpnia 2022 | Los Cabos    | Twarda       | William Blumberg  | Raven Klaasen Marcelo Melo   | 6:0, 6:1          |
| Finalista     | 1. | 9 kwietnia 2023 | Estoril      | Ceglana      | Nikola Ćaćić      | Sander Gillé Joran Vliegen   | 3:6, 4:6          |
| Zwycięzca     | 2. | 16 lutego 2025  | Delray Beach | Twarda       | Brandon Nakashima | Christian Harrison Evan King | 7:6(3), 1:6, 10–3 |

### Finały juniorskich turniejów wielkoszlemowych

#### Gra pojedyncza (0–1)
| Końcowy wynik | Nr | Data             | Turniej            | Nawierzchnia | Przeciwnik            | Wynik finału |
| ------------- | -- | ---------------- | ------------------ | ------------ | --------------------- | ------------ |
| Finalista     | 1. | 11 września 2016 | US Open, Nowy Jork | Twarda       | Félix Auger-Aliassime | 3:6, 0:6     |